# Ла-Ізабела
Ла-Ізабела — перше відносно довготривале європейське (іспанське) поселення в Новому світі, засноване після відкриття Америки Колумбом. Знаходиться в сучасній провінції Пуерто-Плата в Домініканській Республіці на острові Гаїті. Місце знаходиться 42 км на захід від міста Пуерто-Плата, що прилягає до села Ель-Кастільо. Зараз на цій території створено Національний історичний парк.
Першими відомими сьогодні європейськими поселеннями в Америці були поселення вікінгів у Гренландії та Ньюфаундленді, які датуються 500 роками раніше. Проте відомості про ці поселення були майже невідомі в Європі і задовго до першого плавання Колумба ці поселення були покинуті.
Ла-Ізабела була заснована Христофором Колумбом під час другої подорожі у грудні 1493 року і названа на честь королеви Кастилії Ізабелли I. Перша спроба постійного поселення — форт Ла-Навідад, заснований Колумбом роком раніше на захід від Ла-Ізабели, на території сучасної Гаїті, була повністю зруйнована корінним народом таїно. Ла-Ізабела теж була повністю покинута до 1500 року.
Ла-Ізабела була створена для пошуку дорогоцінних металів. Тут зафіксовано першу відому епідемією, яка поширилася з Європи до Нового Світу в 1493 році та два перших урагани у Північній Атлантиці, які спостерігали європейці у 1494 та 1495 роках.
Голод та хвороби незабаром призвели до розчарування і заколоту. Дійшло до того, що група поселенців на чолі з Берналем де Пізою спробувала втекти з кількома кораблями і повернутися до Іспанії. Ла-Ізабела протрималася до 1496 року, коли Колумб вирішив відмовитися від неї на користь нового поселення, сучасного Санто-Домінго.

## Історія колонії
Після свого першого плавання до Нового Світу Колумб повернувся до Гаїті на чолі флотилії з сімнадцятьох кораблів. Він взяв з собою більше тисячі людей, включаючи моряків, солдатів, теслярів, каменярів та інших робітників. Прибули також священики та вельможі. Поселенці Колумба побудували будинки, комори, римо-католицьку церкву. Хоча історичні записи не згадують ні жінок, ні африканців, скелетні останки в могилах виявили принаймні одну європейку та вказували на африканське походження для інших, однак чи були вони останні моряками чи рабами, поки не визначено. Іспанці привезли свиней, коней, пшеницю, цукровий очерет та зброю. З ними прийшли щури та мікроби, що призвело до першої епідемії грипу в Америці. Поселення займало більше двох гектарів.
Перша меса була відслужена 6 січня 1494 року. Місто включало 200 солом'яних хатин, площу, кам'яний будинок і арсенал Колумба.
Таїно були місцевими тубільцями, які жили в горах поблизу Ла-Ізабели. Вони харчувалися рибою та продуктами, такими як ананас, які вони надавали іспанцям. Колумб сказав, що в світі немає прекрасніших людей.
У березні 1494 р. люди Колумба разом з індіанцями таїно почали пошуки в горах Гаїті золота і знайшли його у невеликій кількості.
У червні 1495 року на острів обрушився сильний шторм, який таїно називали ураганом. Таїно відступили у гори, а іспанці залишилися в колонії. Було потоплено кілька кораблів, включаючи флагман «Марі-Галанте». У затоці були знайдені гарматні стволи та якіри тієї епохи. Драглистий мул з річок та хвилі підняли рівень затоки і затопили уламки.
Печери на острові, де, можливо, ховалися індіанці, зображують зображення сонця, рослин, тварин, дивних форм, людей, бородатих облич та вітрильних кораблів.

## Наслідки
Христофор Колумб був відсутній в Ізабелі з 24 квітня по 29 вересня 1494 року під час дослідницької поїздки на Кубу, протягом якої він також відкрив Ямайку. Він залишив свого брата Дієго Колумба президентом острова, а Фрей Бернардо Буйль та Педро Фернандес Коронель — регентами. Під час його відсутності приїхав його брат Барфоломео Колумб. Таїно повстали, а капітан Педро Маргарит втік назад до Іспанії. 24 березня 1495 року Христофор Колумб у союзі з Гуаканаґарі виступив проти інших касиків з 200 чоловіками, 20 конями та 20 гончими собаками. Він убив чи захопив багатьох, включаючи головного касіка Каонабо. Саме Каонабо був відповідальним за розправу над Навідадом. Його відправили до Іспанії як ув'язненого. На той час залишилося лише 630 християн, «більшість із них хворі, серед них багато дітей та жінок». Сам Христофор Колумб вирушив до Іспанії 10 березня 1496 року з 225 християнами та 30 індіанцями на борту Санта-Крус і Ніни. До того часу корінний народ таїносів, що страждали від «нестачі їжі та різноманітних напастей», зменшився на дві третини.
Протягом року після від'їзду Христофора Колумба «їх продовольство вичерпувалося, страждання та хвороби зростали, вони розчарувалися своєю долею і зневірилися у майбутньому». Мер-алькальд, Франциско Ролдан, утворив таємну фракцію і «обурений, щоб ним керували іноземці», планував вбити братів Крістофера — Бартоломія та Дієго. Вперше плануючи захоплення міста та фортеці Консепсьйон у провінції Чібао, Ролдан врешті-решт перемістив своїх повстанців до Харагуа, де земля була родючою, а жінки — «найкрасивішими та найдобрішими у країні». Коли 30 серпня 1498 р. Крістофер увійшов у Санто-Домінго, він виявив, що багато людей, яких він залишив два з половиною роки тому, померли, близько 160 захворіли, а ще багато хто приєднався до повстання Ролдана. Заколот нарешті закінчився 3 серпня 1499 р., коли Крістофер погодився «відновити Ролдана як вічного мера-алькальда», дозволити 15 повернутися додому до Іспанії, надав гранти на будинки та землю тим, хто залишився. :191–214 :35–43

Відкриття золота в 1499 році в центральній частині Кордильєр і початком буму видобутку спричинили знелюднення Ізабели до 1500 року. :44